# 마지르

시 문장

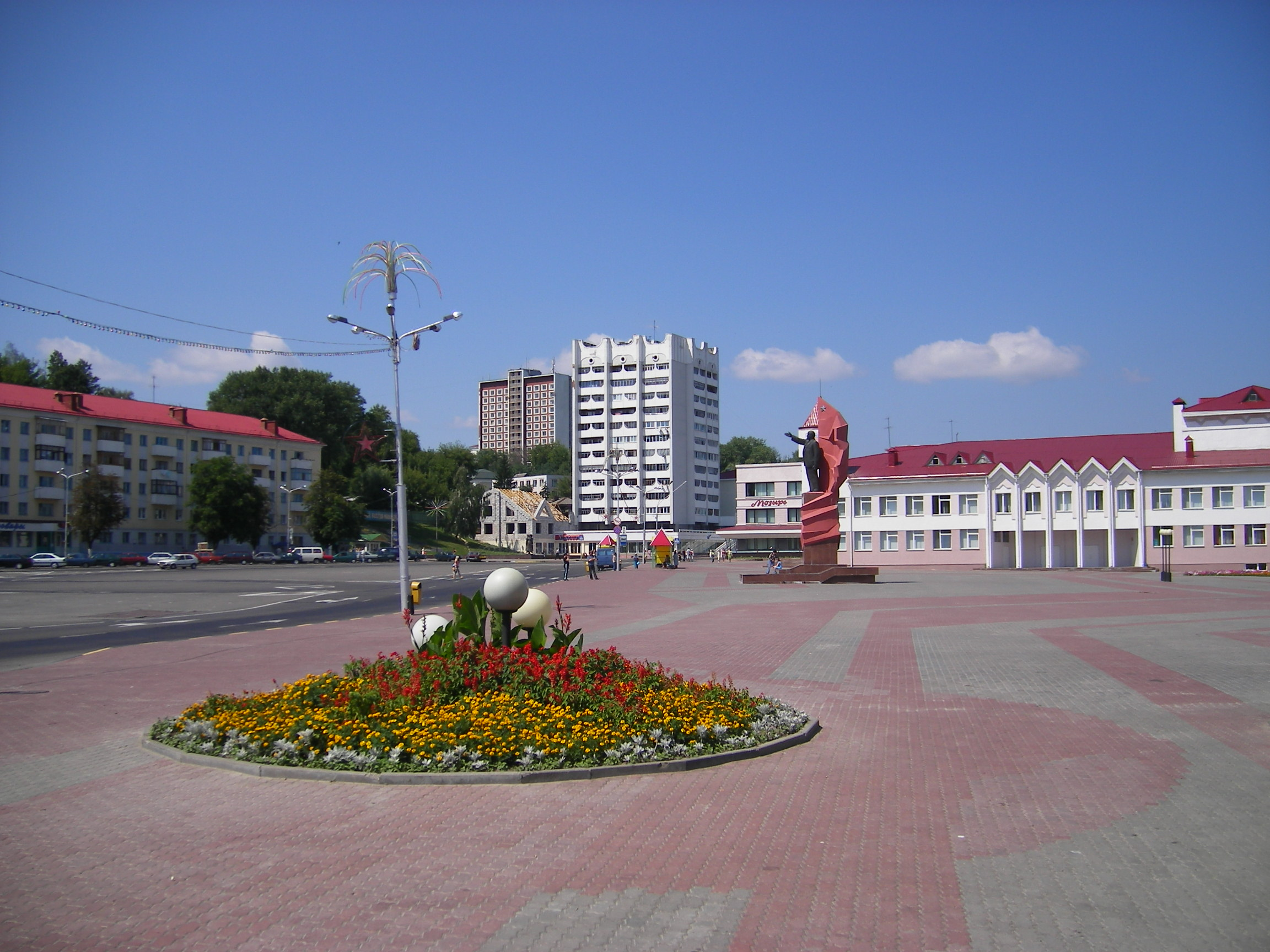
마지르 시가지

마지르(벨라루스어: Мазы́р, 러시아어: Мо́зырь 모지르[*], 폴란드어: Mozyrz 모지시[*])는 벨라루스 호멜주에 위치한 도시로 인구는 112,500명(2009년 기준)이다. 프리피야티강과 접하며 핀스크에서 동쪽으로 210 km, 우크라이나 체르노빌에서 북서쪽으로 100 km 정도 떨어진 곳에 위치한다.
한때 많은 유대인이 살고 있었지만 제2차 세계 대전 당시 나치 독일의 홀로코스트(유대인 대학살)로 인해 많은 유대인들이 살해당했으며 현재의 시가지에는 홀로코스트 희생자들을 추모하는 기념비가 많이 들어서 있다. 그 후 공산당에 의한 일당 독재 체제가 구축되면서 다른 소비에트 연방의 도시들과 마찬가지로 유대인 대부분이 이스라엘이나 미국 등으로 이주했다. 1986년 체르노빌 원자력 발전소 폭발 사고 당시에 일어난 대규모 방사능 낙진으로 인해 큰 피해를 입었다.